# Karel Klančnik
Karel Klančnik, serb. Карел Кланчник (ur. 30 maja 1917 w Mojstranie, zm. 8 grudnia 2009 tamże) – jugosłowiański skoczek narciarski, dwukrotny olimpijczyk.
W 1948 wystąpił w konkursie skoków w ramach igrzysk w Sankt Moritz. Zajął 23. miejsce w stawce 46 sklasyfikowanych zawodników. Na igrzyskach w 1952 w Oslo, w skokach zajął 29. miejsce, ex aequo z Hansem Ederem.
W 1950 wziął udział w konkursie skoków na mistrzostwach świata w narciarstwie klasycznym w Lake Placid i zajął w nim 29. miejsce. W 1953 wystartował w 1. Turnieju Czterech Skoczni – w konkursie w Innsbrucku zajął siedemnaste miejsce, a w Bischofshofen był trzynasty. Po zakończeniu kariery został trenerem; prowadził kadrę młodzieżową.
Był młodszym bratem Alojza Klančnika – biegacza narciarskiego, olimpijczyka z 1936 i 1948 roku. Urodził się jako czwarty z sześciorga rodzeństwa.

## Osiągnięcia

### Igrzyska olimpijskie
| Miejsce | Data           | Miejscowość  | Skocznia         | Skok 1 | Skok 2 | Nota      | Strata   | Zwycięzca        | Źródło |
| ------- | -------------- | ------------ | ---------------- | ------ | ------ | --------- | -------- | ---------------- | ------ |
| 23.     | 7 lutego 1948  | Sankt Moritz | Olympiaschanze   | 58,0 m | 65,5 m | 197,2 pkt | 30,9 pkt | Petter Hugsted   | [ 2 ]  |
| 29.     | 24 lutego 1952 | Oslo         | Holmenkollbakken | 60,0 m | 56,5 m | 188,5 pkt | 37,5 pkt | Arnfinn Bergmann | [ 3 ]  |

### Mistrzostwa świata
| Miejsce | Data          | Miejscowość | Skocznia                                | Skok 1 | Skok 2 | Nota      | Strata   | Zwycięzca      | Źródło |
| ------- | ------------- | ----------- | --------------------------------------- | ------ | ------ | --------- | -------- | -------------- | ------ |
| 29.     | 5 lutego 1950 | Lake Placid | MacKenzie Intervale Ski Jumping Complex | 54,5 m | 58,0 m | 182,0 pkt | 38,4 pkt | Hans Bjørnstad | [ 4 ]  |